# Großer Preis von Brasilien 2007
Der Große Preis von Brasilien 2007 (offiziell Formula 1 Grande Prêmio do Brasil 2007) fand am 21. Oktober auf dem Autódromo José Carlos Pace in São Paulo statt und war das 17. und letzte Rennen der Formel-1-Weltmeisterschaft 2007. Kimi Räikkönen gewann seinen ersten und einzigen Weltmeisterschaftstitel.

## Bericht

### Hintergrund
Die ganze Strecke wurde vorher neu asphaltiert und die Boxeneinfahrt verbessert.
Nach dem Großen Preis von China führte Lewis Hamilton in der Fahrerwertung mit vier Punkten vor Fernando Alonso und mit sieben Punkten vor Räikkönen. Um Weltmeister zu werden benötigte Hamilton mindestens Platz 5 und Alonso Platz 2. Aber auch Räikkönen hatte eine Außenseiterchance, wenn die anderen beiden die Plätze nicht erreichen und er das Rennen gewinnt. In der Konstrukteurswertung stand Ferrari bereits als Weltmeister fest. Sie führten mit 96 Punkten vor BMW Sauber und mit 135 Punkten vor Renault.
Vor dem Rennwochenende gab es einen Fahrerwechsel: Alexander Wurz beendete nach dem Großen Preis von China seine Formel-1-Karriere. Er wurde bei Williams durch Kazuki Nakajima ersetzt, der somit sein Formel-1-Debüt gab.
Ralf Schumacher bestritt sein letztes Grand-Prix-Wochenende.
Mit Felipe Massa, Giancarlo Fisichella und David Coulthard (jeweils einmal) traten drei ehemalige Sieger zu diesem Grand Prix an.

### Training
Im Freitagstraining führten die Ferrari-Fahrer die Zeitenliste an, wobei Räikkönen das erste freie Training im Regen anführte.
Im zweiten freien Training war dann Hamilton bei abtrocknender Strecke Schnellster vor Alonso.
Die Stewards verhängten gegen McLaren-Mercedes, Honda und Super Aguri jeweils eine Geldstrafe von 15.000 € wegen Verstößen gegen die Reifenvorschriften. Hamilton, Jenson Button und Takuma Satō nutzten zwei Sätze Regenreifen, mehr als im ersten Training erlaubt war. Darüber hinaus musste jeder Fahrer einen Satz Regenreifen abgeben, um sich keinen Vorteil zu verschaffen.

### Qualifying
Das Qualifying bestand aus drei Teilen mit einer Nettolaufzeit von 45 Minuten. Im ersten Qualifying-Segment (Q1) hatten die Fahrer 18 Minuten Zeit, um sich für das Rennen zu qualifizieren. Alle Fahrer, die im ersten Abschnitt eine Zeit erzielten, die maximal 107 Prozent der schnellsten Rundenzeit betrug, qualifizierten sich für den Grand Prix. Die besten 16 Fahrer erreichten den nächsten Teil. Massa war Schnellster. Heikki Kovalainen, Nakajima, die beiden Super Aguri und beide Spyker schieden aus.
Der zweite Abschnitt (Q2) dauerte 15 Minuten. Die schnellsten zehn Piloten qualifizierten sich für den dritten Teil des Qualifyings. Räikkönen war Schnellster. Die beiden Honda, beide Toro Rosso, Fisichella und Schumacher schieden aus.

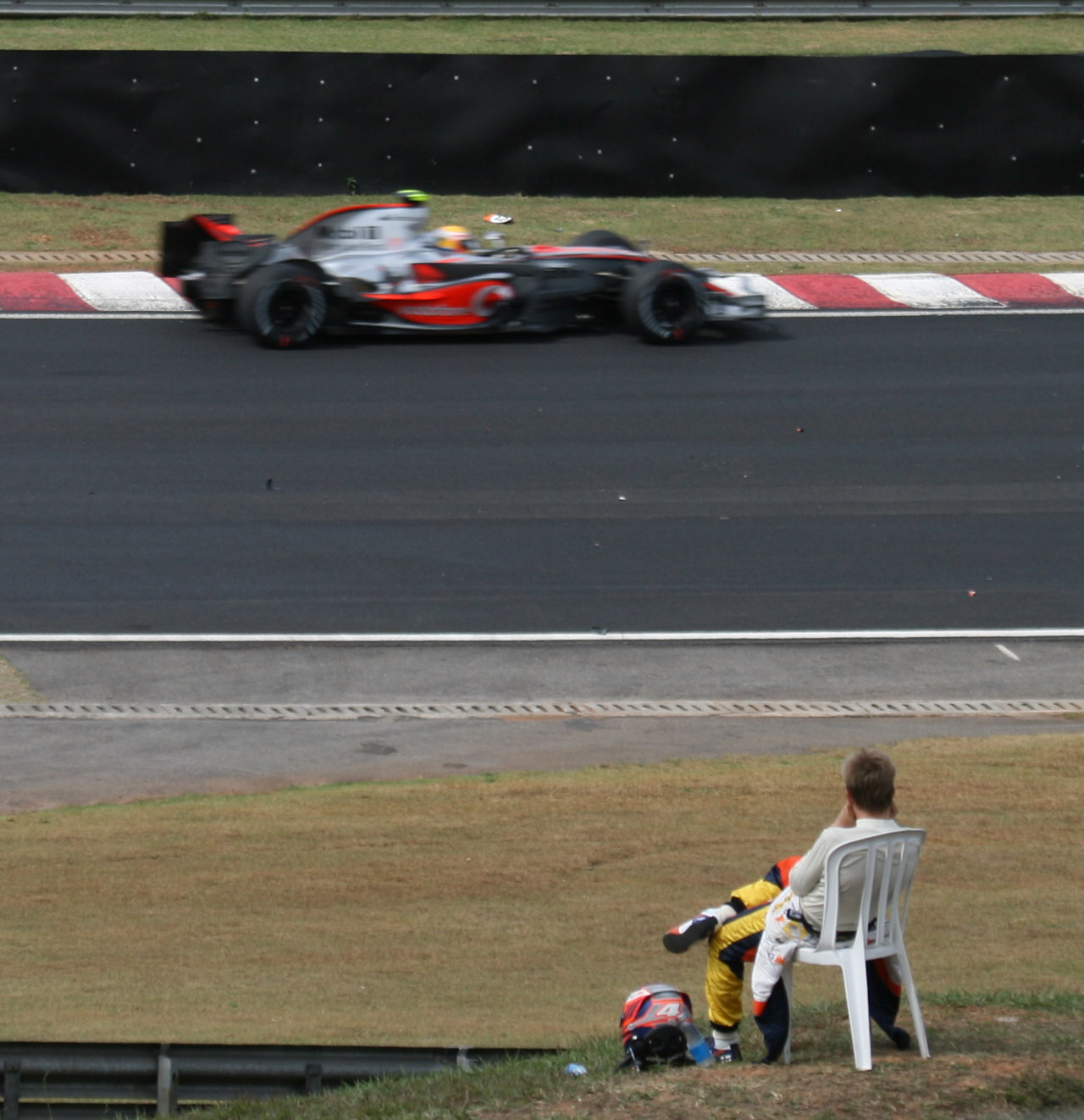
Heikki Kovalainen fiel erstmals in seiner Karriere im Rennen aus und verfolgte den Rest des Geschehens auf einem Plastikstuhl

Der letzte Abschnitt (Q3) ging über eine Zeit von zwölf Minuten, in denen die ersten zehn Startpositionen vergeben wurden. Massa fuhr mit einer Rundenzeit von 1:11,931 Minuten die Bestzeit vor Hamilton und Räikkönen und sicherte sich so seine insgesamt neunte Pole-Position.

### Rennen

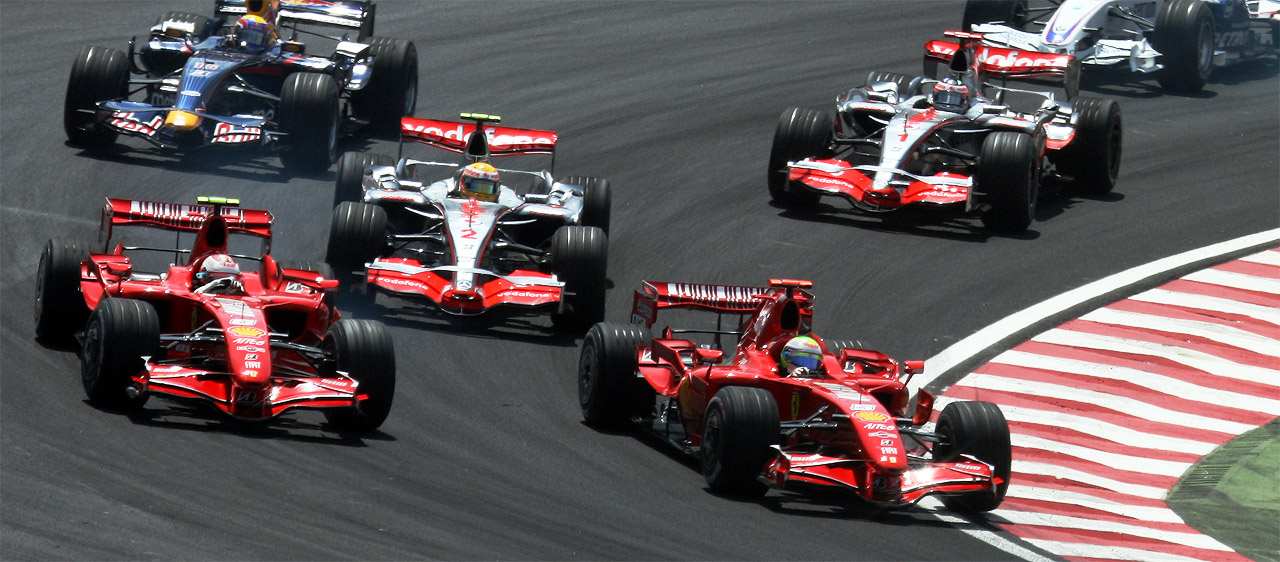
Die Ferrari übernahmen die Führung

Am Start waren die Ferrari schneller als die beiden McLaren-Piloten, Räikkönen zog daher direkt außen an Hamilton vorbei. In der dritten Kurve überholte Alonso seinen Teamkollegen auf der Innenseite. Hamilton verbremste sich eine Kurve später und kam von der Strecke ab. Er kam auf Platz acht ins Rennen zurück. In der ersten Kurve der zweiten Runde kam Fisichella von der Strecke ab und wurde anschließend von Sakon Yamamoto getroffen, als er wieder auf die Strecke kam.
In Runde zwölf drückte Hamilton irrtümlich den Knopf für die Startsequenz an seinem Lenkrad. Daraufhin wechselte sein Wagen in Neutralstellung und er musste das System neu starten. Resultierend daraus rollte Hamiltons Wagen (er konnte weder beschleunigen, noch schalten) für etwa eine halbe Runde und er fiel so auf den 18. Platz zurück. Für den möglichen Gewinn der Weltmeisterschaft benötigte er Rang fünf.
Nach den ersten Boxenstopps führte Massa mit 3,3 Sekunden auf Räikkönen, gefolgt von Alonso mit 17 Sekunden Rückstand. Hamilton arbeitete sich wieder bis auf Rang 13 nach vorne. In Runde 32 fuhr Nakajima zu seinem ersten Stopp an die Box. Er verpasste jedoch seinen Bremspunkt und verletzte dabei zwei Mechaniker. Sie erlitten aber keine ernsthaften Verletzungen.
In Runde 37 beendete Kovalainen, der seine ersten 16 aufeinanderfolgenden Rennen in der Formel 1 beendete, sein Rennen in Kurve 3 nach einem Unfall. Kovalainen verpasste dadurch die Gelegenheit, der erste Fahrer zu werden, der alle seine Rennen in seiner ersten Saison beendet.
Massa kam in Runde 50 und Räikkönen in Runde 53 an die Box. Der Finne stellte dabei Rundenrekorde auf, was bedeutete, dass er vor Massa wieder auf die Strecke kam.

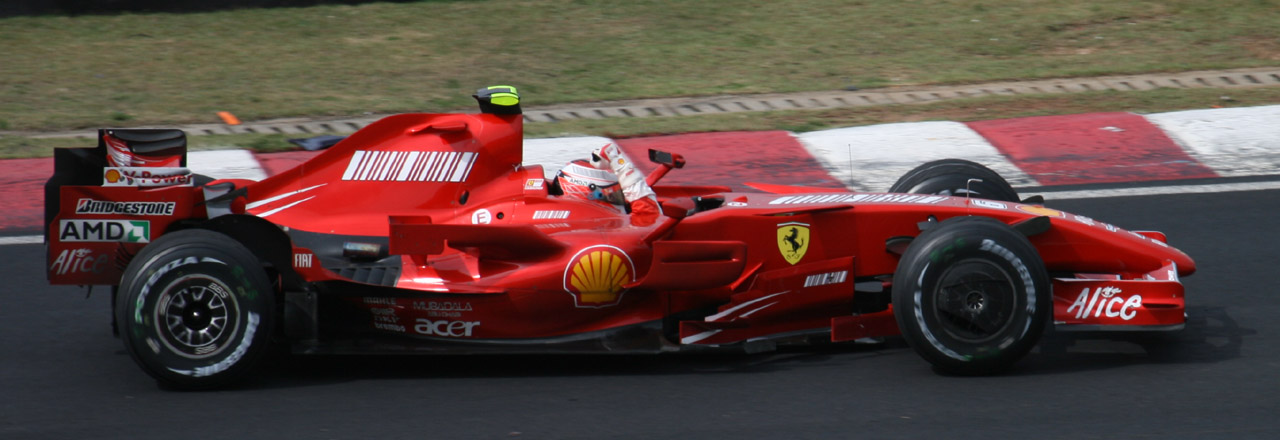
Kimi Räikkönen jübelt über den Titelgewinn

Im Ziel war Räikkönen Erster und gewann somit die Weltmeisterschaft mit einem Punkt Vorsprung, da es nach den anfänglichen Schwierigkeiten bei Hamilton nur zu Platz sieben reichte und Alonso hätte Zweiter werden müssen. Räikkönen erfüllte die scheinbar unmögliche Aufgabe, Hamiltons 17-Punkte-Vorsprung in zwei Rennen einzuholen.

## Meldeliste
| Team                        | Nr. | Fahrer               | Chassis           | Motor                | Reifen |
| --------------------------- | --- | -------------------- | ----------------- | -------------------- | ------ |
| Vodafone McLaren Mercedes   | 01  | Fernando Alonso      | McLaren MP4-22    | Mercedes-Benz 2.4 V8 | B      |
| Vodafone McLaren Mercedes   | 02  | Lewis Hamilton       | McLaren MP4-22    | Mercedes-Benz 2.4 V8 | B      |
| ING Renault F1 Team         | 03  | Giancarlo Fisichella | Renault R27       | Renault 2.4 V8       | B      |
| ING Renault F1 Team         | 04  | Heikki Kovalainen    | Renault R27       | Renault 2.4 V8       | B      |
| Scuderia Ferrari Marlboro   | 05  | Felipe Massa         | Ferrari F2007     | Ferrari 2.4 V8       | B      |
| Scuderia Ferrari Marlboro   | 06  | Kimi Räikkönen       | Ferrari F2007     | Ferrari 2.4 V8       | B      |
| Honda Racing F1 Team        | 07  | Jenson Button        | Honda RA107       | Honda 2.4 V8         | B      |
| Honda Racing F1 Team        | 08  | Rubens Barrichello   | Honda RA107       | Honda 2.4 V8         | B      |
| BMW Sauber F1 Team          | 09  | Nick Heidfeld        | BMW Sauber F1.07  | BMW 2.4 V8           | B      |
| BMW Sauber F1 Team          | 10  | Robert Kubica        | BMW Sauber F1.07  | BMW 2.4 V8           | B      |
| Panasonic Toyota Racing     | 11  | Ralf Schumacher      | Toyota TF107      | Toyota 2.4 V8        | B      |
| Panasonic Toyota Racing     | 12  | Jarno Trulli         | Toyota TF107      | Toyota 2.4 V8        | B      |
| Red Bull Racing             | 14  | David Coulthard      | Red Bull RB3      | Renault 2.4 V8       | B      |
| Red Bull Racing             | 15  | Mark Webber          | Red Bull RB3      | Renault 2.4 V8       | B      |
| AT&T Williams               | 16  | Nico Rosberg         | Williams FW29     | Toyota 2.4 V8        | B      |
| AT&T Williams               | 17  | Kazuki Nakajima      | Williams FW29     | Toyota 2.4 V8        | B      |
| Scuderia Toro Rosso         | 18  | Vitantonio Liuzzi    | Toro Rosso STR-02 | Ferrari 2.4 V8       | B      |
| Scuderia Toro Rosso         | 19  | Sebastian Vettel     | Toro Rosso STR-02 | Ferrari 2.4 V8       | B      |
| Etihad Aldar Spyker F1 Team | 20  | Adrian Sutil         | Spyker F8-VII     | Ferrari 2.4 V8       | B      |
| Etihad Aldar Spyker F1 Team | 21  | Sakon Yamamoto       | Spyker F8-VII     | Ferrari 2.4 V8       | B      |
| Super Aguri F1 Team         | 22  | Takuma Satō          | Super Aguri SA07  | Honda 2.4 V8         | B      |
| Super Aguri F1 Team         | 23  | Anthony Davidson     | Super Aguri SA07  | Honda 2.4 V8         | B      |

## Klassifikation

### Qualifying
| Pos. | Fahrer               | Konstrukteur       | Q1       | Q2       | Q3       | Start |
| ---- | -------------------- | ------------------ | -------- | -------- | -------- | ----- |
| 01   | Felipe Massa         | Ferrari            | 1:12,303 | 1:12,374 | 1:11,931 | 01    |
| 02   | Lewis Hamilton       | McLaren-Mercedes   | 1:13,033 | 1:12,296 | 1:12,082 | 02    |
| 03   | Kimi Räikkönen       | Ferrari            | 1:13,016 | 1:12,161 | 1:12,322 | 03    |
| 04   | Fernando Alonso      | McLaren-Mercedes   | 1:12,895 | 1:12,637 | 1:12,356 | 04    |
| 05   | Mark Webber          | Red Bull-Renault   | 1:13,081 | 1:12,683 | 1:12,928 | 05    |
| 06   | Nick Heidfeld        | BMW Sauber         | 1:13,472 | 1:12,888 | 1:13,081 | 06    |
| 07   | Robert Kubica        | BMW Sauber         | 1:13,085 | 1:12,641 | 1:13,129 | 07    |
| 08   | Jarno Trulli         | Toyota             | 1:13,470 | 1:12,832 | 1:13,195 | 08    |
| 09   | David Coulthard      | Red Bull-Renault   | 1:13,264 | 1:12,846 | 1:13,272 | 09    |
| 10   | Nico Rosberg         | Williams-Toyota    | 1:13,707 | 1:12,752 | 1:13,477 | 10    |
| 11   | Rubens Barrichello   | Honda              | 1:13,661 | 1:12,932 | –        | 11    |
| 12   | Giancarlo Fisichella | Renault            | 1:13,482 | 1:12,968 | –        | 12    |
| 13   | Sebastian Vettel     | Toro Rosso-Ferrari | 1:13,853 | 1:13,058 | –        | 13    |
| 14   | Vitantonio Liuzzi    | Toro Rosso-Ferrari | 1:13,607 | 1:13,251 | –        | 14    |
| 15   | Ralf Schumacher      | Toyota             | 1:13,767 | 1:13,315 | –        | 15    |
| 16   | Jenson Button        | Honda              | 1:14,054 | 1:13,469 | –        | 16    |
| 17   | Heikki Kovalainen    | Renault            | 1:14,078 | –        | –        | 17    |
| 18   | Takuma Satō          | Super Aguri-Honda  | 1:14,098 | –        | –        | 18    |
| 19   | Kazuki Nakajima      | Williams-Toyota    | 1:14,417 | –        | –        | 19    |
| 20   | Anthony Davidson     | Super Aguri-Honda  | 1:14,596 | –        | –        | 20    |
| 21   | Adrian Sutil         | Spyker-Ferrari     | 1:15,217 | –        | –        | 21    |
| 22   | Sakon Yamamoto       | Spyker-Ferrari     | 1:15,487 | –        | –        | 22    |

### Rennen
| Pos. | Fahrer               | Konstrukteur       | Runden | Stopps | Zeit        | Start | Schnellste Runde |
| ---- | -------------------- | ------------------ | ------ | ------ | ----------- | ----- | ---------------- |
| 01   | Kimi Räikkönen       | Ferrari            | 71     | 2      | 1:28:15,270 | 03    | 1:12,445 (66.)   |
| 02   | Felipe Massa         | Ferrari            | 71     | 2      | + 1,493     | 01    | 1:12,584 (71.)   |
| 03   | Fernando Alonso      | McLaren-Mercedes   | 71     | 2      | + 57,019    | 04    | 1:13,150 (59.)   |
| 04   | Nico Rosberg         | Williams-Toyota    | 71     | 2      | + 1:02,848  | 10    | 1:13,159 (56.)   |
| 05   | Robert Kubica        | BMW Sauber         | 71     | 3      | + 1:10,957  | 07    | 1:12,686 (61.)   |
| 06   | Nick Heidfeld        | BMW Sauber         | 71     | 2      | + 1:11,317  | 06    | 1:13,452 (53.)   |
| 07   | Lewis Hamilton       | McLaren-Mercedes   | 70     | 3      | + 1 Runde   | 02    | 1:12,506 (58.)   |
| 08   | Jarno Trulli         | Toyota             | 70     | 3      | + 1 Runde   | 08    | 1:13,361 (68.)   |
| 09   | David Coulthard      | Red Bull-Renault   | 70     | 2      | + 1 Runde   | 09    | 1:14,329 (22.)   |
| 10   | Kazuki Nakajima      | Williams-Toyota    | 70     | 2      | + 1 Runde   | 19    | 1:13,116 (69.)   |
| 11   | Ralf Schumacher      | Toyota             | 70     | 2      | + 1 Runde   | 15    | 1:13,368 (65.)   |
| 12   | Takuma Satō          | Super Aguri-Honda  | 69     | 2      | + 2 Runden  | 18    | 1:14,914 (39.)   |
| 13   | Vitantonio Liuzzi    | Toro Rosso-Ferrari | 69     | 3      | + 2 Runden  | 14    | 1:13,643 (56.)   |
| 14   | Anthony Davidson     | Super Aguri-Honda  | 68     | 3      | + 3 Runden  | 20    | 1:14,329 (64.)   |
| –    | Adrian Sutil         | Spyker-Ferrari     | 43     | 5      | DNF         | 21    | 1:15,202 (13.)   |
| –    | Rubens Barrichello   | Honda              | 40     | 2      | DNF         | 11    | 1:14,742 (32.)   |
| –    | Heikki Kovalainen    | Renault            | 35     | 1      | DNF         | 17    | 1:14,891 (31.)   |
| –    | Sebastian Vettel     | Toro Rosso-Ferrari | 34     | 1      | DNF         | 13    | 1:14,423 (18.)   |
| –    | Jenson Button        | Honda              | 20     | 0      | DNF         | 16    | 1:14,039 (20.)   |
| –    | Mark Webber          | Red Bull-Renault   | 14     | 0      | DNF         | 05    | 1:14,398 (13.)   |
| –    | Sakon Yamamoto       | Spyker-Ferrari     | 2      | 0      | DNF         | 22    | 1:50,404 (02.)   |
| –    | Giancarlo Fisichella | Renault            | 2      | 0      | DNF         | 12    | 2:02,680 (02.)   |

## WM-Stände nach dem Rennen
Die ersten acht des Rennens bekamen 10, 8, 6, 5, 4, 3, 2 bzw. 1 Punkt(e).

### Fahrerwertung
| Pos. | Fahrer               | Konstrukteur     | Punkte |
| ---- | -------------------- | ---------------- | ------ |
| 01   | Kimi Räikkönen       | Ferrari          | 110    |
| 02   | Lewis Hamilton       | McLaren-Mercedes | 109    |
| 02   | Fernando Alonso      | McLaren-Mercedes | 109    |
| 04   | Felipe Massa         | Ferrari          | 94     |
| 05   | Nick Heidfeld        | BMW Sauber       | 61     |
| 06   | Robert Kubica        | BMW Sauber       | 39     |
| 07   | Heikki Kovalainen    | Renault          | 30     |
| 08   | Giancarlo Fisichella | Renault          | 21     |
| 09   | Nico Rosberg         | Williams-Toyota  | 20     |
| 10   | David Coulthard      | Red Bull-Renault | 14     |
| 11   | Alexander Wurz       | Williams-Toyota  | 13     |
| 12   | Mark Webber          | Red Bull-Renault | 10     |
| 13   | Jarno Trulli         | Toyota           | 8      |

| Pos. | Fahrer             | Konstrukteur                    | Punkte |
| ---- | ------------------ | ------------------------------- | ------ |
| 14   | Sebastian Vettel   | Toro Rosso-Ferrari / BMW Sauber | 6      |
| 15   | Jenson Button      | Honda                           | 6      |
| 16   | Ralf Schumacher    | Toyota                          | 5      |
| 17   | Takuma Satō        | Super Aguri-Honda               | 4      |
| 18   | Vitantonio Liuzzi  | Toro Rosso-Ferrari              | 3      |
| 19   | Adrian Sutil       | Spyker-Ferrari                  | 1      |
| 20   | Rubens Barrichello | Honda                           | 0      |
| 21   | Scott Speed        | Toro Rosso-Ferrari              | 0      |
| 22   | Kazuki Nakajima    | Williams-Toyota                 | 0      |
| 23   | Anthony Davidson   | Super Aguri-Honda               | 0      |
| 24   | Sakon Yamamoto     | Spyker-Ferrari                  | 0      |
| 25   | Christijan Albers  | Spyker-Ferrari                  | 0      |
| –    | Markus Winkelhock  | Spyker-Ferrari                  | 0      |

### Konstrukteurswertung
| Pos. | Konstrukteur     | Punkte |
| ---- | ---------------- | ------ |
| 01   | Ferrari          | 204    |
| 02   | BMW Sauber       | 101    |
| 03   | Renault          | 51     |
| 04   | Williams-Toyota  | 33     |
| 05   | Red Bull-Renault | 24     |
| 06   | Toyota           | 13     |

| Pos. | Konstrukteur       | Punkte |
| ---- | ------------------ | ------ |
| 07   | Toro Rosso-Ferrari | 8      |
| 08   | Honda              | 6      |
| 09   | Super Aguri-Honda  | 4      |
| 10   | Spyker-Ferrari     | 1      |
| DQ   | McLaren-Mercedes   | 203    |

Anmerkungen
1. ↑  Aufgrund der Spionageaffäre wurde McLaren-Mercedes im Vorfeld des Großen Preises von Belgien aus der Konstrukteurs-WM ausgeschlossen, zu einer Strafe von 100 Millionen US-$ verurteilt und verlor sämtliche Punkte. Die Fahrer durften ihre Punkte jedoch behalten.